# Lymire
Lymire is een geslacht van vlinders van de familie spinneruilen (Erebidae), uit de onderfamilie Arctiinae.

## Soorten
- L. albipedalis Gaede, 1926
- L. albipennis Herrich-Schäffer, 1866
- L. candida Forbes, 1917
- L. edwardsi Grote, 1881
- L. fulvicollis Dognin, 1914
- L. lacina Schaus, 1924
- L. melanocephala Walker, 1854
- L. metamelas Walker, 1854
- L. methyalea Dognin, 1916
- L. nitens Rothschild, 1912
- L. senescens Forbes, 1917
- L. strigivenia Druce, 1898
- L. vedada Schaus, 1938